# 迪米特里奧斯·戈爾米斯
迪米特里奧斯·戈爾米斯（希臘語：Δημήτριος Γολέμης，1874年11月15日—1941年1月9日）是一位希臘田徑運動員，他參加在雅典舉辦的夏季奧林匹克運動會。在運動會中他參加男子800米和1500米兩個項目，在男子800米比賽中，他在預賽中排名第二進入決賽。在決賽中，由於法國選手阿爾班·萊米西奧在預賽中擊敗戈爾米斯後退出了決賽，最終排名第三，獲得銅牌（該獎牌是後來由國際奧委會追溯授予的，因為當時沒有頒發第三名的獎牌）。在男子1500米比賽中，他參加比賽但他的名次不清楚。